# Династия Нго
Династия Нго (вьет. Ngô triều, тьы-ном 吳朝, нго чьеу), также ня Нго (nhà Ngô, 家吳) — одна из вьетнамских династий, правившая с 939 по 967 годы.

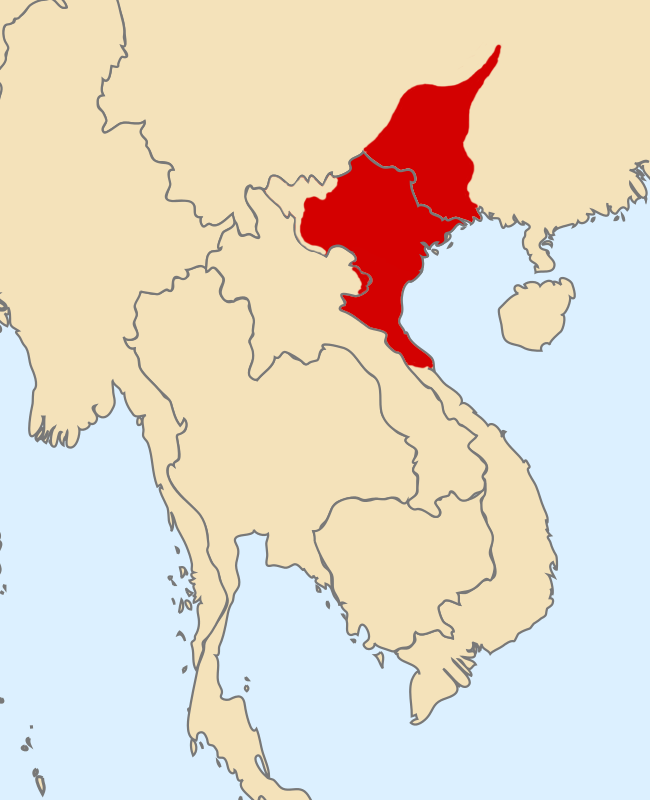
Династия Нго (939)

Около 930 года Нго Куен (Ngô Quyền, 吳權) пришёл к власти в оккупированной китайским царством Южная Хань вассальной провинции Зяоти (Giao Chỉ, 交趾). Ежегодно правитель Зяоти обязан был передавать Китаю дань в обмен на мир и политическую поддержку. К X веку Китай разрывала гражданская война. Император был занят внутренней политикой и периодически терял контроль над Зяоти, которая в удачный момент провозгласила независимость. Под властью Зыонг Динь Нге (Dương Đình Nghệ, 楊延藝) Зяоти начала военную кампанию для получения независимости.

## Зыонг Динь Нге
Зыонг Динь Нге провозгласил себя правителем около 930 года. Он был талантливым и уважаемым генералом при Кхук Хао (Khúc Hạo, 曲顥), потомок семьи Кхук (Họ Khúc), которая смогла добиться независимости Вьетнама на протяжении трёх поколений. Зыонг Динь Нге продолжил его инициативы по установлению суверенитета, хотя ему помешало убийство, организованное подчинённым по имени Кьеу Конг Тьен (Kiều Công Tiễn, 矯公羡) в 938 году. Конг Тьен пытался узурпировать власть и передать её Хань, чтобы управлять страной в качестве марионеточного короля.

## Нго Выонг
Нго Куен (Ngô Quyền) (897—944) был самым преданным Зыонг Динь Нге генералом, а также его зятем. После убийства Динь Нге он решил отомстить убийце. Кьеу Конг Тьен пал в битве с Нго Куеном в 938 году, однако успел послать гонца в Хань с просьбой о подкреплении. Китайский император выделил армию для того, чтобы сразиться с Нго Куеном, но тому стало известно о надвигающейся опасности, и он быстро перегруппировал войска на стратегически важных точках.
Чтобы победить китайскую армию, Нго Выонг приказал установить в реке Батьданг колья, а также спланировал атаку китайской стороны. Ханьцы напали во время прилива с кораблей, когда кольев не было видно, а вьеты удерживали оборону до его окончания. Шипы пробили донья военных судов, уничтожив флот ханьской династии. Князь Хань был убит в бою. Эту же тактику вьетнамцы использовали во время монгольского нападения в династию Чан.
В битве на реке Батьданг (Bạch Đằng) Нго Куен разбил китайские войска. Эта битва стала первой в череде исторически важных баталий на реке Батьданг. Нго Куен взошёл на престол под именем Нго Выонг (Ngô Vương, 吳王, король Нго) или Тьен Нго Выонг (Tiền Ngô Vương, 前吳王). Он перенёс столицу назад в Колоа.
Нго Выонг умер от болезни всего спустя пять лет после коронации, в 944 году. Его недолгое правление, однако, установило суверенитет Вьетнама спустя долгие столетия китайского владычества.

## Зыонг Там Кха
Перед смертью Нго Выонг завещал своему шурину, Зыонг Там Кха (Dương Tam Kha, 楊三哥) быть регентом при малолетнем сыне Нго Выонга по имени Нго Сыонг Нгап (Ngô Xương Ngập, 吳昌岌). Однако воля Нго Выонга не была исполнена: Зыонг Там Кха узурпировал трон и провозгласил себя Бинь Выонгом (Binh Vương, 平王). Он усыновил Нго Сыонг Нгапа и сделал его наследником, но Сыонг Нгап боялся за свою жизнь и скрылся вместе с преданными людьми. Зыонг Там Кха был непопулярен среди народа, против него регулярно восставали бунтари.

## Хау Нго Выонг: правление Нам Тан Выонга и Тхьен Шать Выонга
Нго Сыонг Ван (Ngô Xương Văn, 吳昌文) сместил с престола Зыонг Там Кха в 950 году и взял тронное имя Нам Тан Выонг (Nam Tấn Vương, 南晉王). В знак уважения дяде Сыонг не убил его, а лишь сослал в изгнание. Затем Сыонг Ван начал искать брата Сыонг Нгапа, чтобы править вместе с ним. По прибытии в столицу, в 954 году Сыонг Нгап взял имя Тхьен Шать Выонг (Thiên Sách Vương, 天策王).

## Тхьен Шать Выонг
Нго Сыонг Нгап вскоре стал единоличным диктатором страны. Зяоти стояла на пороге гражданской войны.

## Нго Шы Куан
Сын Нго Сыонг Нгапа, Нго Сыонг Си (Ngô Xương Xí, 吳昌熾), унаследовал трон в 965, хотя в стране шла борьба за власть между двенадцатью властителями. В момент оглашения начала правления Сыонг Си, страна погрузилась в эпоху 12 шикуанов (Thập Nhị Sứ Quân, 十二使君, тхап ни шы куан).